# 大島忍
大島 忍（おおしま しのぶ、2月16日 - ） は日本の女性声優。群馬県出身。血液型はA型。アーティストクルー及びaisak studio所属。

## 経歴
2021年1月16日、作曲家の酒井陽一との結婚を報告。同年、酒井の属するaisak studioが大島の属するアーティストクルーと業務提携をしたことにより、両社が大島のマネージメントを担当することとなった。

## 出演
太字はメインキャラクター。

### ゲーム
- モンスターストライク（2015年 - 2022年、レギオン[3]、ゴースト[3]、出雲[3]、餓鬼[3]、マンマ・ハーハ[3]、猪八戒[3]、マダム・ゼニー[3]、プロメテウス[3]、スプリガン[3]、ム―[3]、月兎15[3]、ボルタ[3]、満漢全席[3]、ピンポンパンダ[3]、プリマドンナ[3]、デカラビア[3]、カースルーム[3]、黄蓋[3]、宇多河原せん子[3]、メジェド[3]、猫又[3]、害虫型機動兵器 シロアラント（兵隊アリ）[4]）
- ブレイブダイアリー（2016年、赤ずきん、花の妖精、河童）
- ファンタジースクワッド（2018年、ファイヤバット[5]）
- アヴァベル ルピナス[6]（2019年）
- アルケミアストーリー（2019年 - 2022年、フローラ[7]）
- スマカノ ～初恋、覚えていますか？（2021年、伊澄穂乃香[8]）
- バトって！オトギ戦争（がしゃどくろ）
- DASHGIRL（アバターCV）

### デジタルコミック
- スイート・スイートキャット（2020年・りぼんチャンネル、えりちゃん[9]）
- 王様キッド（2020年・ジャンプチャンネル、街の男の子 他）
- メリー・ピンチ!（2021年・りぼんチャンネル、同級生）
- 年上エリート女騎士が僕の前でだけ可愛い（2021年・エースこみっくチャンネル、宿の女将さん、招待客女性）

### CM・ナレーション
- 株式会社リクルート『じゃらん遊び・体験「ゾマホンの仲裁・いちご狩り」篇』（ウェブCM）[10]
- 株式会社リクルート『じゃらん遊び・体験「ゾマホンの仲裁・陶芸」篇』（ウェブCM）[10]
- 帝国書院「プログラマップ」動画ナレーション
- ホーユープロフェッショナル「SOMARCA」[11]
- アミューズメントメディア総合学院（ラジオCM）
- アニメイト（街頭ビジョンCM）
- 山岸工業（ラジオCM）

### ラジオ
- ナビンと勇者のラジオの時間ですよ！（HiBiKi Radio Station）アシスタントパーソナリティ
- アーティストクルーのトレジャーラジオ（2017年8月12日 - 、市川うららFM）トレラジゲストコーナーMC

### 歌唱
- テレビアニメ「可愛ければ変態でも好きになってくれますか？」劇伴「ペットに…してください？」[12]
- TVCM「アンパンマン キミがつくる大冒険！つなげてくねくねロードDX」[13]
- 映画「カトマンズの約束」挿入歌

### その他コンテンツ
- 土ドラ「個人差あります」第2話・第5話　声出演（磯森苑子の母）
- ザ・リーサルウェポンズ「ホッピーでハッピー」ミュージックビデオ出演[14]